# Raj: miłość
Raj: miłość (niem. Paradies: Liebe) – austriacko-francusko-niemiecki dramat filmowy z 2012 roku w reżyserii Ulricha Seidla.

## Obsada
- Margarete Tiesel jako Teresa
- Peter Kazungu jako Munga
- Inge Maux jako przyjaciółka Teresy
- Dunja Sowinetz jako turystka
- Helen Brugat jako turystka
- Gabriel Mwarua jako Gabriel
- Carlos Mkutano jako Salama
- Josphat Hamisi jako chłopak na plaży

## Produkcja
Zdjęcia kręcono w Mombasie i Wiedniu.

## Nagrody i nominacje
| Nazwa nagrody              | Wygrane            | Nominacje                                               |
| Złota Palma                | 2012 bez rezultatu | 2012 Udział w konkursie głównym Ulrich Seidl            |
| Europejska Nagroda Filmowa | 2012 bez rezultatu | 2012 Najlepsza europejska aktorka roku Margarete Tiesel |